# Орлёнок (фестиваль)
Всероссийский фестиваль визуальных искусств в ВДЦ «Орлёнок» — ежегодный летний фестиваль, проходящий во Всероссийском детском центре Орлёнок, Краснодарский край.
Первый фестиваль состоялся в 1997 году.

## Цель
1. Поддержка и развитие визуального искусства для детей и юношества.

## Учредители
1. Министерство культуры Российской Федерации
2. Департамент кинематографии
3. Министерство спорта, туризма и молодежной политики Российской Федерации
4. Федеральное агентство по делам молодежи РФ
5. Правительство Москвы
6. Департамент культуры города Москвы
7. Комитет по телекоммуникациям и средствам массовой информации города Москвы
8. Союз кинематографистов России

## Дирекция
1. Президент Фестиваля — Заслуженный деятель искусств РФ Борис Грачевский
2. Генеральный продюсер — Лариса Преториус
3. Генеральный директор — Валентин Преториус

## Участники
Участниками Фестиваля являются дети и подростки, отдыхающие во Всероссийском детском центре «Орлёнок», а также представители творческих союзов и объединений, деятели кино, театра и телевидения, представители компьютерных фирм, СМИ, приглашенных на фестиваль.

## Основные номинации
1. «Кинематограф». Состоит из игровых картин российского производства.
2. «Анимация». Состоит из полнометражных и короткометражных картин российских анимационных студий.
3. «Телевидение». Формируется из телевизионных детских программ региональных и центральных телекомпаний.
4. «Режиссёры XXI века». Принимают участие работы молодых кинематографистов.
5. «Компьютерные программы. Образование». Состоит из образовательных программ компьютерных компаний-производителей.
6. «Компьютерные программы. Игры». Состоит из игровых программ компьютерных компаний-производителей.
7. «Фотокросс». Представлены фотоработы, сделанные детьми в дни проведения кинофестиваля.

## Внеконкурсная программа
1. Внеконкурсный показ
2. Ретроспективный показ
3. Мастер-классы, творческие встречи
4. Спортивные мероприятия

## Призы
Приз Фестиваля — статуэтка «Хрустальный пингвин»

## Детское жюри
Все фильмы, телепередачи, творческие работы, игры, программы, представленные в каждой номинации, оценивает детское жюри, которое формируется путём конкурсного отбора из участников фестиваля.